# Kristine Minde
Kristine Minde, geborene Wigdahl Hegland (* 8. August 1992 in Bergen), ist eine norwegische Fußballnationalspielerin, die seit 2020 für Rosenborg Trondheim spielt.

## Werdegang

### Vereine
Kristine Wigdahl Hegland begann 2008 bei Arna-Bjørnar. Die Mannschaft steigerte sich in der Zeit kontinuierlich vom fünften zum dritten Platz der Toppserien 2013. Zur Saison 2014 wechselte sie, nach ihrer Heirat nun Kristine Minde, dann ins Nachbarland und spielte in der Damallsvenskan für den Linköpings FC, mit dem sie nach zwei vierten Plätzen 2016 und 2017 Meister  sowie 2014/15 Pokalsiegerin wurde. In der UEFA Women’s Champions League 2014/15 erreichte sie mit Linköping das Viertelfinale, wo sie nach einer 0:1-Heimniederlage und einem 1:1 im Rückspiel gegen Brøndby IF ausschieden. Sie spielte dabei in den sechs Spielen jeweils über die volle Distanz. In der UEFA Women’s Champions League 2017/18 wurde sie in den Spielen des Sechzehntel- und Achtelfinales eingesetzt; danach wechselte sie zum VfL Wolfsburg, so dass sie im Viertelfinale nicht mehr eingesetzt werden konnte, in dem Linköping  ausschied. Mit dem VfL wurde sie 2017/2018 und 2018/19 deutscher Meister. Zur Saison 2020 wechselte sie zurück in ihre Heimat zu Rosenborg Trondheim. Die Saison 2021 konnte sie aufgrund ihrer Schwangerschaft nicht mitmachen. Im Mai 2022 wurde sie dann erstmals wieder in der Toppserien eingesetzt und im August dann auch in der Qualifikation zur  UEFA Women’s Champions League 2022/23 , wo sie aber mit Rosenborg am spanischen Vertreter Real Madrid scheiterten. Im November 2022 verlängerte sie ihren Vertrag bei Rosenborg.

### Nationalmannschaft
Minde durchlief die norwegischen Juniorinnenmannschaften. Mit 16 Jahren nahm sie mit der U-20-Mannschaft an der U-20-WM 2008 in Chile teil und kam in den drei Vorrundenspielen zum Einsatz, nach denen Norwegen ausschied. Bei der U-19-EM 2009 schied sie mit ihrer Mannschaft ebenfalls in der Vorrunde aus und wurde dabei wieder in allen drei Spielen eingesetzt.
Im Juni 2011 nahm sie mit der U-19-Mannschaft, deren Kapitänin sie war, an der U-19-EM teil, bei der Norwegen im Finale mit 1:8 gegen Deutschland verlor, sich aber für die U-20-WM 2012 in Japan qualifizierte. In den Gruppenspielen hatte sie beim 3:0 gegen die Niederlande und beim 5:1 gegen Spanien je ein Tor erzielt. Sie wurde am 23. Juni aufgrund der Hüftverletzung von Lisa-Marie Woods für die WM 2011 nachnominiert. Vor der WM hatte sie noch kein A-Länderspiel bestritten. Im letzten Gruppenspiel gegen Australien wurde sie zur zweiten Halbzeit eingewechselt und kam so zu ihrem ersten A-Länderspiel. Da Norwegen das Spiel verlor, schieden die Norwegerinnen zum ersten Mal in der WM-Vorrunde aus und konnten sich auch nicht für die Olympischen Spiele 2012 qualifizieren.
Bei der U-20-WM 2012 in Japan erreichte sie mit ihrer Mannschaft das Viertelfinale, das erneut – diesmal mit 0:4 – gegen Deutschland verloren wurde.
Sie gehörte auch zum Kader für die EM 2013 und kam in fünf Spielen zum Einsatz, wobei sie im ersten Spiel gegen Island das erste Tor für Norwegen erzielte und das Finale gegen Deutschland erreichte, das mit 0:1 verloren wurde.
Minde gehörte auch zum Kader für die WM 2015 und kam in allen vier Spielen zum Einsatz, schied aber mit ihrer Mannschaft im Achtelfinale aus. Im März 2016 nahm sie am Qualifikationsturnier der UEFA für die Olympischen Spiele 2016 teil, bei dem Norwegen als Letzter die Qualifikation verpasste.
In der Qualifikation für die EM 2017 wurde sie in allen acht Spielen eingesetzt. Die Norwegerinnen qualifizierten sich mit sieben Siegen und einem Remis als Gruppensieger. Bei der EM 2017 wurde sie in den drei Gruppenspielen eingesetzt, nach denen die Norwegerinnen erstmals ohne eigenen Torerfolg als Gruppenletzte ausschieden.
In der Qualifikation zur WM 2019 wurde sie in sechs von acht Spielen eingesetzt. Am Ende wurden sie vor Europameister Niederlande Gruppensieger. Ihren ersten Turniererfolg hatte sie 2019 mit dem Gewinn des Algarve-Cups, bei dem sie aber nicht zum Einsatz kam. Am 2. Mai wurde sie für die WM 2019 und damit ihre dritte WM nominiert. Bei der WM kam sie in den fünf Spielen der Norwegerinnen zum Einsatz und machte am 17. Juni gegen Südkorea ihr 100. Länderspiel. Durch eine 0:3-Niederlage gegen England im Viertelfinale schied sie mit ihrer Mannschaft aus und verpasste damit auch die Olympischen Spiele 2020.
In der Qualifikation für die EM 2022 (ursprünglich für 2021 geplant) hatte sie zwei Einsätze. Danach wurde sie – auch bedingt durch ihre Schwangerschaft – noch nicht wieder eingesetzt.

## Erfolge
- Schwedische Meisterin 2016, 2017
- Schwedische Pokalsiegerin 2013/2014 und 2014/2015
- Deutsche Meisterin 2017/18, 2018/19 und 2019/20
- Deutsche Pokalsiegerin 2017/18, 2018/19 und 2019/20 (jeweils ohne Einsatz im Finale)
- Algarve-Cup-Siegerin 2019 (ohne Einsatz)

## Privatleben
Am 9. November 2013 hat sie geheiratet und den Namen ihres Mannes angenommen.